# Imperium Galactica II: Alliances
Imperium Galactica II: Alliances est un jeu vidéo de gestion - stratégie en temps réel, développé par Digital Reality, sorti sur PC en 2000.
La dernière version officielle disponible est la 1.05. Sous Windows XP et Vista, il faut au moins la version 1.08 ;  si le jeu lag, il faut le patch 1.14.

## Synopsis
Les différentes races nourrissent des ambitions différentes : les Solariens veulent retrouver les cristaux de la connaissance afin de percer leur secret ; pour les Kra'Hen, le but est l'asservissement de toutes les autres races ; quant aux Shiranis, ils ne jurent que par les espèces sonnantes et trébuchantes. Pendant chacune des campagnes, les trois races suivent une trame commune car elles seront à un moment ou à un autre amenées à s'intéresser aux cristaux de la connaissance.
Il s'avère que les Solariens, les Shinaris, ainsi que les autres races aliens à l'exception des Kra'Hen, des Cha'Karg et autres Zauls, sont des descendants des Humains qui ont subi des mutations décrites par les cristaux de la connaissance. Cette information n'est accessible qu'alors que tous les cristaux de la connaissance sont réunis par les Solariens. À partir de cet instant, il est possible de solliciter l'aide des autres races afin de lutter contre les Kra'Hen. Mais les Shinaris ne désirent pas la paix, qui ruinerait leur économie. Ils préfèrent réveiller Kelron, qui est le guide de la Confrérie des Larmes, secte qui recherche les cristaux depuis des décennies. Kelron était en cryo-sommeil attendant que les « Larmes » (autre nom des cristaux de la connaissance) soient redécouvertes, pensant qu'elles contenaient le secret de l'immortalité (toutefois, on ne sait pas si cela est avéré même en ayant fini le jeu, mais il est probable que ceci soit faux). Le réveil de Kelron, qui peut advenir ou non selon la race jouée et le niveau d'achèvement de la partie, déstabilise l'empire Solarien. Ainsi, même si les Kra'Hen sont vaincus, la guerre continue et la grande alliance qui unit toutes les races contre les Kra'hen est altérée. Cet événement conclut la campagne Shinari.
Autres fins possibles : Le paragraphe précédent décrit l'histoire complète telle qu'elle se déroulerait si le synopsis était exploité complètement. Mais si le joueur choisir de prendre la race Kra'Hen, son seul objectif est l'extermination des autres races. La partie ne se termine que lorsque l'objectif est atteint ou quand votre puissance est assez écrasante pour que la dernière race en jeu vous supplie de l'épargner. Le joueur peut alors refuser ou accepter cette offre qui peut ainsi clore la partie. Les Shinaris peuvent aider les Solariens ou les Kra'Hen. S'ils aident les Solariens, ils réveilleront Kelron après avoir vaincu les Kra'Hen. S'ils aident les Kra'Hen, la partie se termine quand les objectifs Kra'Hen sont remplis, les deux races se partageant alors la galaxie. Les Solariens ne peuvent terminer la partie que lorsque toutes les autres races sont asservies ou lorsqu'ils ont constitué une alliance permettant de détruire les Kra'Hen. Quand l'empire Kra'Hen est tombé, la partie se termine.
Il y a de multiples chemins vers la fin du jeu et les choix de fin de partie peuvent interférer avec les descriptions ci-dessus car il est impossible de faire un résumé exhaustif du jeu.

## Factions
Le jeu comprend trois races jouables en solo, chaque campagne contenant des séquences vidéos (un CD par campagne) :
- Les Kra'hens sont des aliens guerriers qui ont un fort potentiel militaire (possèdent l'anéantisseur, sont dispensés de/immunisés contre la diplomatie, l'espionnage et le commerce)
- Les Shinari sont des humanoïdes avec des cornes de bouquetins, très axés sur l'espionnage, la diplomatie et le commerce (possèdent le manipulateur de vaisseaux ainsi que d'un revenu commercial double par rapport à la moyenne) ;
- Les Solariens sont des humains performants dans la recherche scientifique (en solo le bonus de recherche peut varier, en multijoueurs, il est de + 30 % en vitesse de recherche et de - 30 % de coût monétaire de la recherche).

Toutes les races sont jouables en multijoueurs :
- Les Antaris possèdent deux points de portée radar en plus, idem pour leur vitesse de déplacement dans l'hyperespace, bénéficient d'un emplacement de bouclier supplémentaire à partir de la corvette lourde et maîtrisent l'antimatueur ;
- Les Toluens possèdent l'anéantisseur, bénéficient d'un emplacement supplémentaire pour les bombes, ainsi que de + 30 % de croissance de population ;
- Les Iberons possèdent l'anéantisseur, possèdent des bonus relatifs à la colonisation, mais ne peuvent utiliser le bouclier déflectic ;
- Les Godans ne peuvent développer aucune des deux super-armes (anéantisseur et antimatière) mais maîtrisent le paralyseur, possèdent un emplacement de bouclier supplémentaire à partir de la corvette lourde et s'adaptent à toutes les planètes (taux de croissance de 150 %) ;
- Les Cheblons possèdent des bonus relatifs à la colonisation, n'ont pas besoin d'utiliser de satellites normaux, et maîtrisent le manipulateur vaisseaux.

## Système de jeu
La plupart du temps, le joueur gère son empire sur une carte spatiale 2D affichant les planètes et les flottes. On peut y lancer de nouvelles productions en sélectionnant les planètes, et déplacer ses flottes.
Le jeu possède plusieurs autres écrans: recherche, design, diplomatie, espionnage, commerce, informations, options, qui viennent se positionner au premier plan et rendent inaccessible la carte spatiale durant leur utilisation. Toutefois, il est possible de mettre le jeu en pause durant l'utilisation de ces écrans en solo, et si l'hôte le permet en multijoueurs.
En cas de bataille spatiale (pour un combat entre flottes, ou pendant l'approche d'une planète protégée par une flotte et/ou des canons tactiques sol/espace) ou terrestre (pour l'invasion ou la défense d'une planète), ou pour urbaniser soi-même ses planètes, un moteur 3D prend le relais.
Le jeu propose la possibilité de modifier entièrement l'armement des vaisseaux et chars de guerre (excepté les chasseurs). Les designs des vaisseaux sont spécifiques à chaque race (hormis les chasseurs encore une fois, qui sont strictement les mêmes). Les technologies applicables varient d'une faction à l'autre, mais nombre d'entre elles sont communes.
Durant les batailles spatiales, il est possible de gérer les déplacements, le ciblage et les armes employées par les vaisseaux. En cas de bataille au sol, seules la gestion du déplacement et du ciblage restent accessibles, ainsi que le déclenchement de certaines technologies spécifiques qui nécessitent l'action du joueur, mais il n'est plus possible, comme dans l'espace, de désactiver certains équipements des unités.

### Unités
Le jeu contient deux aspects personnalisables : les flottes et les armées au sol.
Les unités disponibles sont les suivantes, par classe : 
- Vaisseaux militaires :
  - Chasseur, super chasseur, intercepteur, chasseur lourd (non modifiables)
  - Destroyer, destroyer lourd
  - Corvette, corvette lourde
  - Croiseur, croiseur lourd
  - Vaisseau amiral
  - Base, superbase, hyperbase, base mobile
- Vaisseaux non armés (non modifiables):
  - Terraformeur
  - Colonisateur
  - Vaisseau de transport Zaul (spécial, disponible uniquement en solo selon le déroulement du scénario).

Le modèle lourd possède une résistance améliorée, une capacité à porter plus d'équipements que le modèle de base (armes, modules, ou bouclier, cela dépend de la race). Les vaisseaux possèdent des emplacements d'équipement. En fonction du vaisseau, le nombre d'emplacements ainsi que leur taille augmente. Par exemple, sur une corvette, un emplacement ne peut porter qu'un seul canon, mais sur les modèles plus avancés, un emplacement portera plusieurs armes identiques. Plus le modèle de vaisseau est avancé technologiquement, plus il peut porter d'armes différentes et en grand nombre.
- Blindés:
  - Blindé à roue
  - Blindé chenillé
  - Blindé antigrav
  - Blindé pondeur
  - Hyperblindé

- Bâtiments militaires (non modifiables):
  - Forteresse, superforteresse, forteresse laser, hyperforteresse
  - Canon à particules, canon à plasma, canon antimatière

S'ajoutent différents bâtiments "bouclier".

## Accueil
| Imperium Galactica II : Alliances |      |       |
| Média                             | Pays | Notes |
| Computer Gaming World             | US   | 4/5   |
| GameSpot                          | US   | 84 %  |
| Gen4                              | FR   | 3/6   |
| IGN                               | US   | 90 %  |
| Jeuxvideo.com                     | FR   | 15/20 |
| Joystick                          | FR   | 90 %  |